# 貨車
貨車（かしゃ、英語: Freight Car）とは、鉄道において貨物を輸送するための列車（貨物列車）に用いられる車両を指す呼称。日本では、かつて小荷物・郵便物は旅客輸送の対象としていたが、現在ではほとんど廃れたことや運送の形態により、これらが「貨物」として含まれることもある。自走式電動貨車（貨物電車）については電車を参照。

## 構造上の分類
二軸車日本やヨーロッパではかつては、一般的な小型貨車のほとんどが二軸車であった。固定車軸が2つ（4輪）の車両で、車体を長くするとカーブでの走行性能に問題が出て、高速特性も悪いが、構造が単純で費用が安い。アメリカでは輸送量が大きかったことなどからカブース（車掌車）を除き、あまり見られない形態であった。
三軸車二軸車同様の構造で、その間にもう一軸追加したもの。製造コストが低い割りに積載量を多くでき、日本では戦前のタンク車や長物車（タラ1形やチサ100形など）、時代が下る例だと戦時形貨車（トキ900形）での量産例があったが、走行安定性ではボギー車に劣るため1967年に試験的に作られたク9100形を最後に日本では新造されていない。なお、曲線が緩やかなヨーロッパでは前述のク9100のような三軸連接車体の車運車は多く用いられている他、かつては客車にも使用されていた。
ボギー車日本国有鉄道（国鉄）では建設規定で車両が安全に走れる目安（固定軸距4.6ｍ以下・1軸当たりにかかる重量13t以下）を設けており、それらを超える場合や高速走行を求められる貨車（ワキ1など）などをボギー車とした、車両価格は高いが搭載量を大きくでき、走行安定性もよい。アメリカでは古くから主流の形態であった。

## 貨車の設備分類
貨車の設備は有蓋貨車、無蓋貨車、その他の貨車に分けられる。さらにその中に各種の貨車が存在している。また、一部のスペースに車掌の乗務設備を設けた車両は緩急車といい、有蓋車の場合は有蓋緩急車、コンテナ車の場合はコンテナ緩急車という。

### 有蓋貨車
有蓋車は、雨に濡れてはいけない貨物を収容する、屋根の付いた貨車である。一般に荷役するためのドアが側面に取り付けられている。初期には人力での荷役を想定していたが、後にはフォークリフトによる荷役を想定した設計になっている。汎用的に用いられる貨車で、ほとんどどのような貨物でも搭載していた。日本の鉄道では、普通の有蓋車と鉄側有蓋車と鉄製有蓋車をさらに区別しているが、特に車体の材質を区別しない国も多い。
有蓋車の派生車種として様々な特殊仕様を持った貨車が開発されている。
冷蔵車は、車体に断熱機構を備えて車内を保冷・保温した状態で走行できる貨車で、肉類・魚介類・乳製品・飲料・冷凍食品などの食品類の輸送に用いられる。新しい車両では機械的な冷凍機を運転して車内を冷却しているが、もともとは氷やドライアイスといったものを用いて冷却することが想定されており、車両そのものには冷却機構が付いていなかった。温度維持に関する装備を除けばおおむね有蓋車と同じであり、アメリカでは「断熱構造で冷却用の氷槽が有るもの」を狭義の冷蔵車である「リーファー (reefer)」、「断熱構造のみで氷槽が無いもの」は有蓋車として「インシュレーション・ボックスカー (insulation boxcar)」と区別して呼んでいた。
通風車は、有蓋車の側面・妻面に多数のスリットが取り付けられており、車内の換気をしながら輸送できる貨車である。主に野菜・果物などの冷却するほどではないが、熟する時に発生する熱を取り除く必要がある食品類の輸送に用いられる。これらの食品も、長距離の輸送では冷蔵車が用いられる。スリットが開閉式になっていて有蓋車と兼用できる車両もある。
家畜車は、ウシなどの生きた家畜類を乗せるための貨車である。換気が考慮されており、構造的には通風車と似ている。日本では荷台が2段構造でブタやヒツジのような背の低い家畜用の豚積車、棚にカゴを載せるニワトリ専用の家禽車などが区別されていた。
これ以外に魚を生きたまま運ぶ設備を備えている活魚車、陶器を運ぶための棚を備えている陶器車などがあった。

### 無蓋貨車
無蓋車は、屋根がなく露天で貨物を輸送する貨車である。木材や砂利などを主に輸送する。あおり戸と呼ばれる、荷役時に倒すことができる戸を持っているものが多いが、開閉方式には他にも様々なものがあり、また側面の板を撤去した車両も存在している。機械類であっても、上に防水カバーを掛ける形で無蓋車で輸送することがある。土砂を輸送する無蓋車については、あおり戸の高さが違っていたりダンプカーのように荷台を傾けることができるようになっていたりと構造が若干異なり、土運車として区別されることがある。
無蓋車の派生車種を以下に示す。
長物車は、側面にあおり戸などがついていないフラットな貨車である。木材やレールなど長いものを輸送するために用いる。車両の輸送で用いることもある。側面に貨物の転落防止用の柱を立てることがある。コンテナを積載する車両も当初は長物車に分類されていた。
コンテナ車は、外見は長物車に近いが、鉄道コンテナを積載するために作られた貨車で、コンテナを固定するための緊締装置が備えられている。鉄道貨物輸送のコンテナ化に伴い、近年製造される貨車の多くがコンテナ車となっている。
車運車は、自動車を搭載するための貨車である。工場で完成した車両を販売地や輸出港へ輸送するためのものと、トラックやトレーラーを積荷ごと積載して輸送するピギーバック輸送のためのものがある。前者の場合、普通車輸送用には2階建てになっている車両を用いていたが、近年では車を専用のコンテナに積載して輸送する場合が多い。またカートレインでは、車の汚濁防止と安全性の確保のため、車運車ではなく有蓋車が用いられる（日本の場合設定当初の車運車も馬車用の有蓋貨車であった）。
大物車は、タービンや変圧器など、特に大型の物を運ぶために造られた特殊な貨車である。ただし、かさばるものでも自動車を積む場合は車運車に分類される（日本の場合自動車輸送用の貨車は前述の「（有蓋車の）車運車」の名義を引き継ぐまで大物車扱いであった）。様々な形態の車両が大物車に含まれ、中には貨物の容器自体を車体の一部として利用する形式の大物車もある。英語では構造によって専用の区分になる場合と長物車の一種とされる場合があり、貨物の容器自体を挟み込んで車体の一部にするタイプが「シュナーベルカー (schnabel car)」、あくまで車体に乗せる構造のものは長物車扱いで「ディプレスト（センター）フラットカー (depressed (center) flatcar)」と呼ばれる。

### その他の貨車
タンク車は、石油、セメント、化学薬品、ガスなど気体・液体・粉状のものを輸送するために車体にタンクを備えている貨車である。配管を繋いで流し込み、流し出す形態での荷役が行われる。搭載する貨物の性格に応じて荷役方法や搭載量、タンク体の材質などが様々に異なっていて、多種多様な形式のタンク車が存在する。金属ナトリウム輸送用のタンク車では、融解したナトリウムを流し込んで冷却し、タンク内で固体の状態で輸送して、到着地点で温めて再度融解させて流し出すという特殊な荷役形態のものも存在する。水を輸送するためのタンク車は特に水運車と呼ばれる。
ホッパ車は、鉱石、砕石、セメント、小麦など粒状の物体を輸送するための貨車である。積み荷を包装せずにばら積みするのが特徴で、上側から貨車内に貨物を流し込み、下の取り出し口から流し出して取り出す。車体は漏斗状になっている。アメリカにおいてはリンゴやオレンジをそのまま搭載できる冷蔵ホッパ車も存在していた。石炭を輸送するホッパ車は石炭車と呼ばれる。

## 貨車の用途分類
貨車の用途分類は、主に貨物列車の運用の仕方による分類である。

### 一般用貨車

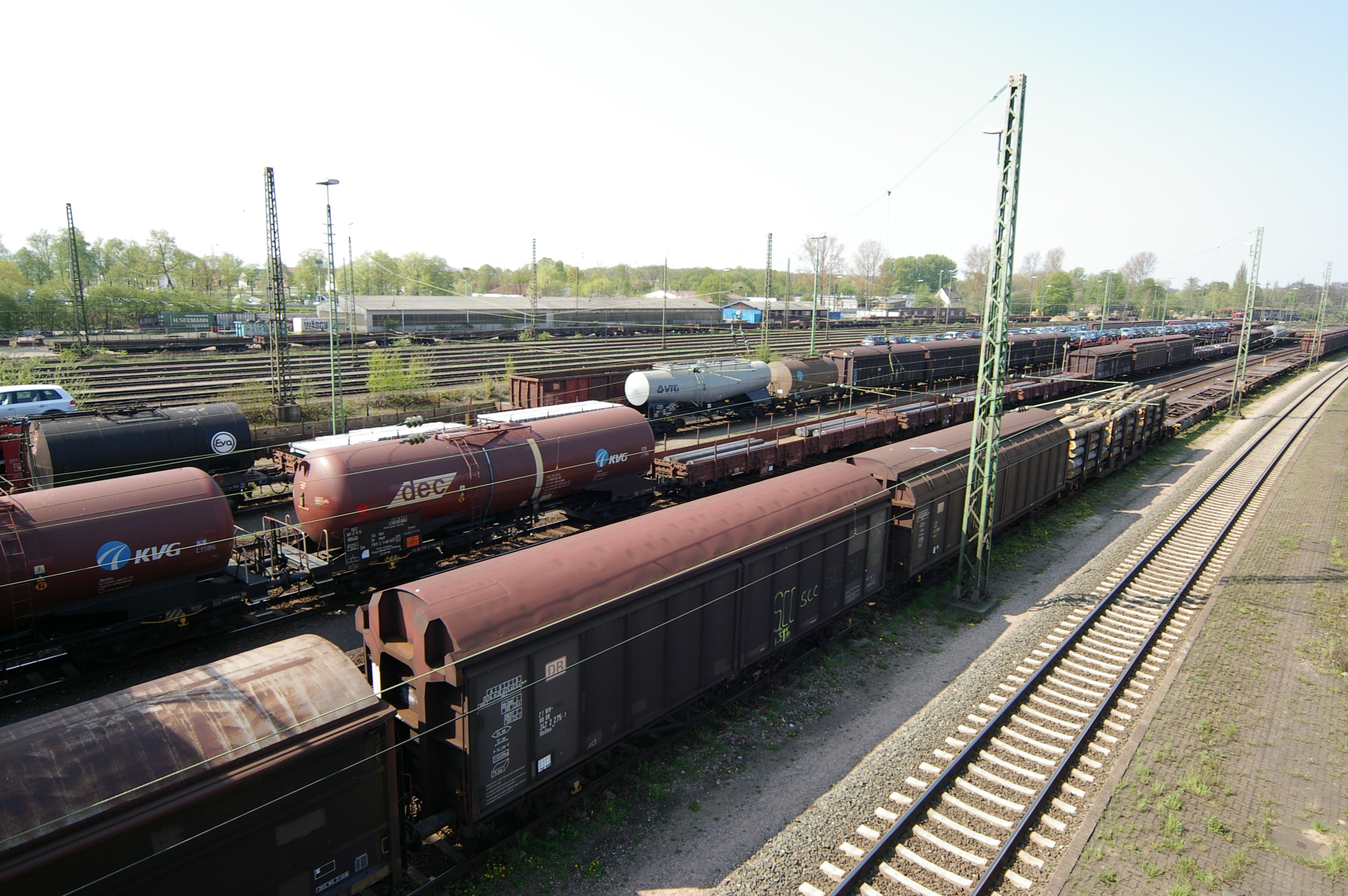
ドイツの操車場に並ぶ一般用貨車

一般用貨車は、様々な種類の貨物をそれに応じて製作した貨車に直接搭載し、貨物列車につないで運行するものである。このため貨車の種類は運びたい貨物に合わせて多種多様なものとなる。出発地・目的地・搭載する貨物がバラバラな貨車を連結して走らせるため、操車場での入換作業を繰り返しながら最終目的地へと運行される。途中での中継作業が多く、また出発地と目的地で鉄道とそれ以外の輸送手段の間での貨物の積み替えに手間が掛かることから、他の交通手段に取って代わられて多くの国で衰退している運用形式である。

### 専用貨車

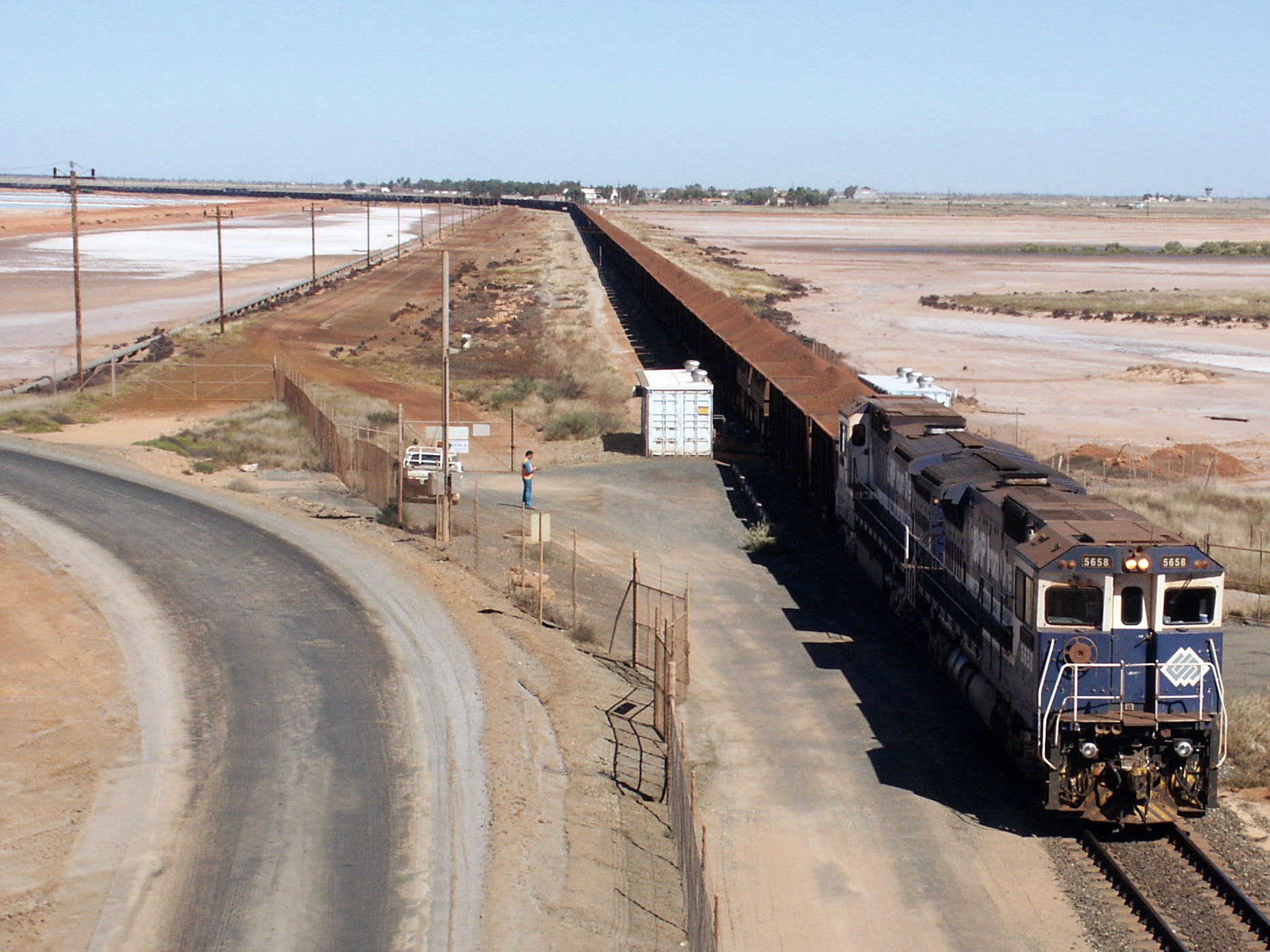
西オーストラリア州ポートヘッドランドに到着する鉄鉱石輸送列車

専用貨車は、鉱石・セメント・穀物・石炭・石油などの主に一次産品を、生産地や生産工場から消費地や加工工場に向けて大量に輸送するための貨車である。一次産品以外にも、自動車の完成車両を工場から輸出港へ輸送するなどの列車がこの形態に相当することもある。車両としてはタンク車やホッパ車などが主にこの分類となる。同一形式の車両を多数連ねて、出発地から目的地まで途中での中継作業なしに同じ貨物を大量直行輸送する形態で、鉄道の大量輸送の特性が最も発揮される形態である。

### コンテナ貨車

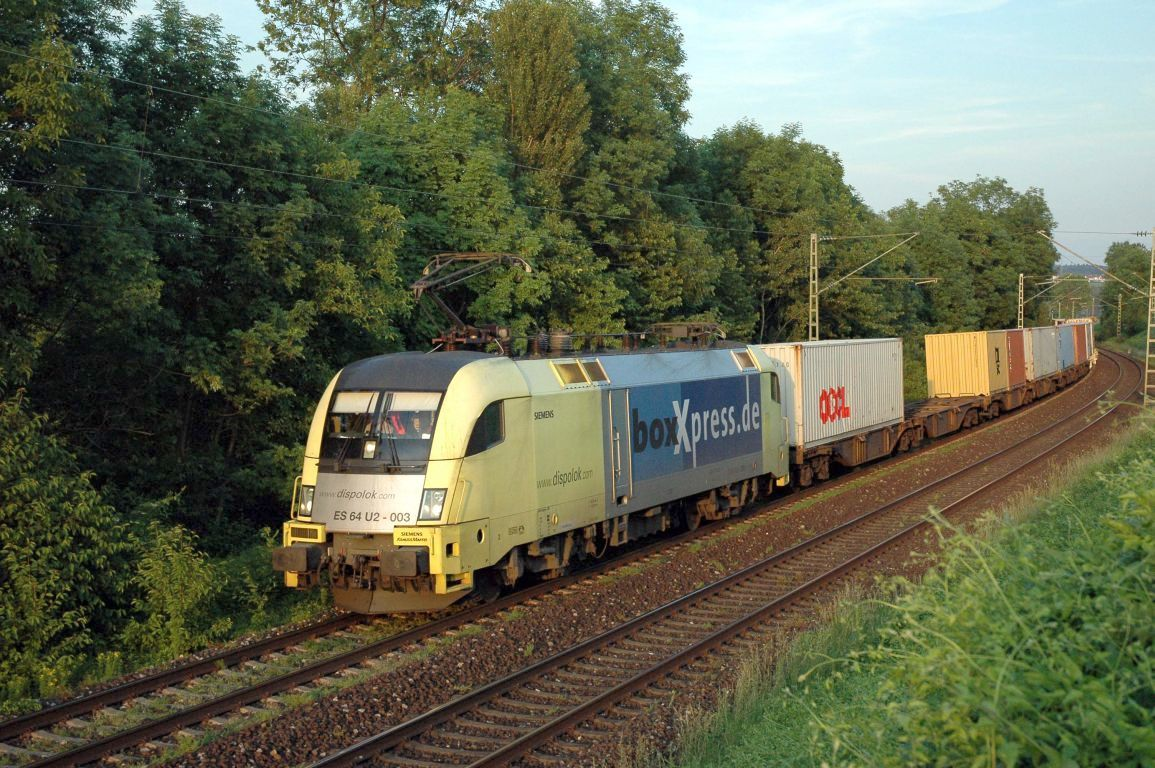
ドイツで運行されるコンテナ列車

コンテナ貨車は、貨車自体には走行装置とコンテナを積載する装置があるのみで、貨物はコンテナに格納されて、そのコンテナを貨車に搭載して輸送するものである。コンテナはフォークリフトやリーチスタッカーなどの荷役機械によりコンテナ貨車に対して脱着可能になっている。これにより、船舶やトラックなど鉄道以外の輸送モードとの間で貨物を積み替える作業が、荷役機械によるコンテナの積み替えだけで済むようになり大幅に省力化された。様々な行き先に貨物を届けるためには、コンテナ貨車を操車場で繋ぎ変えて列車を編成しなおすのではなく、荷役機械によってそれぞれのコンテナを目的地へ向かうコンテナ列車に積み替えるようになり、時間と手間を要していた貨車の中継作業も省略された。コンテナ貨車自体は同じものが大量に製造されて列車に連結されており、その上に搭載されるコンテナが貨物に応じて多種多様なものが製造されるようになっている。
ピギーバック輸送では、トラック自体を列車に搭載して輸送しており、これは貨物そのものを貨車に搭載せず、脱着可能な装置に貨物を搭載しているという点でコンテナ貨車と類似した性格を持っている。

## 日本国有鉄道（JR）における車種、記号一覧
車種の詳細は各項目を参照のこと。鉄道省が1928年10月に施行した車両称号規程によるものが基礎で、それに数次の改正が加えられている。×は2009年時点で現存しない、または保存車両のみが現存するもので、うち（）付としたものはJR継承後に消滅したもの。△は私鉄のみに残るもの。
車掌室を有し、手ブレーキまたは車掌弁がある車両は「緩急車」（かんきゅうしゃ）という名を追加し、荷重表示記号の後に車両記号「フ」（ブレーキのフ）が付く。（例 有蓋緩急車：ワフ35000形、冷蔵緩急車：レムフ10000形、コンテナ緩急車：コキフ50000形等）

### 有蓋貨車
- 有蓋車（ゆうがいしゃ）（記号:ワ）
  - 箱型の車体の貨車。雨に濡れては困るものの輸送。積荷は米、肥料、酒など雑多である。一般的に木製の内張を有する。
記号はワゴン (Wagon) のワ[注 3]。

- 鉄製有蓋車（てつせいゆうがいしゃ）△（記号:テ）
  - 内装を省略し、全体を鉄で作った有蓋車。袋詰めセメントなど発熱性、可燃性の高い物体の輸送に使われた。
記号は鉄のテ。

- 鉄側有蓋車（てつがわゆうがいしゃ・てつそくゆうがいしゃ）△（記号:ス）
  - 内装を省略した有蓋車。鉄製有蓋車とは屋根が木製である点が異なる。元々木造車体が一般的だった頃に雨漏り防止のため木板部分を鉄板に置き換えた所、熱伝導率の違いで室内の温度変化が激しいという問題が発生し、積載貨物が限られるため一般有蓋車と区別するために制定。
記号はスチール（Steel：鉄鋼）のス。

- 冷蔵車（れいぞうしゃ）×（記号:レ）
  - 屋根や壁面の断熱を強化し、密閉性を上げることで、定温輸送を可能とした有蓋車の一種。一部には、保冷用の氷を置く棚を有するものや、冷凍機・冷蔵機を装備したものもあった。鮮魚などの水揚げ地から東京や大阪などの大消費地への輸送に使われたが、大型トラックの冷凍車に太刀打ちできず、1980年代には全廃。
記号は冷蔵のレ。

- 通風車（つうふうしゃ）×（記号:ツ）
  - 有蓋車の一種。木製時代はよろい戸のようなすかし張り（ルーバー）構造で、鋼製に移行後は車体一面に換気口を持つ。野菜や果物などを運ぶために使われた。
記号は通風のツ。

- 家畜車（かちくしゃ）×（記号:カ）
  - 牛やヤギなど大型動物輸送用の有蓋車の一種。車体がすかし張りとなっているため、通風車の代用として使用されることもあった。
記号は家畜のカ。

- 豚積車（ぶたづみしゃ・とんせきしゃ）×（記号:ウ）
  - 豚など小動物輸送用に車内が二段式となっている家畜車。豚に餌や水を与えるために、添乗員室がある。家畜車から独立した形式。
記号は牛のウ。形式が分かれた当初は家畜車を「カ」から「ウ」に変更し、豚積車が「カ」となる予定であったが、家畜車のほうが豚積車より圧倒的に多かったため、形式を書き換える手間を考慮して豚積車に新記号「ウ」を用いた。豚の鳴き声（ブウブウ）で「ウ」になったという説と、「ヴタ」の「ヴ」からとったという説は誤り[注 4]。

- 活魚車（かつぎょしゃ）×（記号:ナ）
  - 魚を生きたまま輸送するための水槽を持った有蓋車の一種。
記号は魚（さかな）のナという説と生魚（なまざかな）のナという説がある[注 5]。

- 陶器車（とうきしゃ）×（記号:ポ）
  - 有蓋車の一種で陶器を運ぶための棚をもつ。
記号はポッテリー（英:Pottery=陶器）のポ。

- 家禽車（かきんしゃ）×（記号:パ）
  - 籠に積んだ鶏の運搬用で、構造は家畜車の車内に棚を設けたようなもの。主に中京・東海圏で使用された。1950年代に全廃。
記号はパルトリー（英:Poultry=家禽）のパ。

### 無蓋貨車
- 無蓋車（むがいしゃ）（記号:ト）
  - 砂利や木材などの雨に濡れてもかまわない積荷の積載用。一般的に側面にあおり戸を有するものが多い。
記号はトラック (Truck) のト。

- 長物車（ながものしゃ）（記号:チ）
  - 無蓋車の一種。特にレールや長い木材といった、長尺物の積荷を積載する。側面にあおり戸はなく（ただし積荷の転落防止用の棒が等間隔で立っている場合がある）、上面はフラット。黎明期のコンテナ車はこの種別に分類されていた。
記号はチンバー（英:Timber=材木）のチ。

- コンテナ車（こんてなしゃ）（記号:コ）
  - コンテナを台枠上に固定して運ぶための無蓋車の一種。黎明期には長物車に分類されていた。
記号はコンテナ (Container) のコ。当初、記号「コ」は衡重車が使用していたが、名称と記号を変更することでコンテナ車に譲っている。

- 大物車（おおものしゃ）（記号:シ）
  - 大型の変圧器などの重量の重いもの（数10 - 300トン程度）を運ぶための貨車。積荷の荷重を分散するために2軸および3軸以上のボギー台車を複数備える車両が多く、前後に2分割した車体で積荷を挟み込んで運搬するような車両もある。またシキ1000形など一部の形式を除けば、ほとんどが私有貨車である。
記号は旧称の重量物運搬車から重量（じゅうりょう）のシ。

- 車運車（しゃうんしゃ）（×）（記号:ク）
  - 自動車などの車両を運ぶための貨車。最初の車運車は、昭和天皇即位時の儀装馬車を運ぶための妻面にも扉を有する有蓋車であった（その一部はのちに活魚車に改造された）。そして戦後、新車輸送用の無蓋車が製造されたが、当初は大物車に分類されていた。JR発足後は荷物を積んだトラックやトレーラーをそのまま積載するピギーバック輸送にも使用された。
記号は車のク。

- 土運車（どうんしゃ）×（記号:リ）
  - 無蓋車の一種で砂利や砕石などを専用で運搬する。初期は無蓋車のアオリ戸高さが低いものが類別されていたが、のちに転倒式荷役が可能な車に置き換わる。
記号は砂利（じゃり）のリ。

### タンク貨車
- タンク車（たんくしゃ）（記号:タ）
  - 石油、バラ積みセメントなどの液体、粉状のものを運ぶタンク体を有する貨車。積荷の性質に合わせた構造、設備を持つものが多く、ほとんどが私有貨車である。
記号はタンク（英:Tank）のタ。

- 水運車・水槽車（すいうんしゃ・すいそうしゃ）×（記号:ミ）
  - タンク車の一種。蒸気機関車が広く使われていた時代、水質の悪い地区の車両基地にボイラー用の水を輸送するために使われた。一部には、廃車となった蒸気機関車の炭水車を転用したものも存在した。特異な例として、特急「燕」を運行する際に東京 - 名古屋間を給水なしのノンストップで走破するための水槽車が用途廃止後に貨車に編入された（ミキ20。運行開始の1930年（昭和5年）10月から、静岡に給水を兼ねて停車するようになる1932年（昭和7年）3月まで、牽引機C51の次位に連結されていた）。当初は貨車の車種上も水槽車と称していたが、1953年（昭和28年)の称号改正において[5]水運車に改められた。
記号は水のミ。

### ホッパ貨車
- ホッパ車（ほっぱしゃ）（記号:ホ）
  - 石炭以外の鉱石、砕石、セメント、あるいは小麦など、粒状のものを運搬する、漏斗状の車体構造をもつ貨車。一般営業用の他、線路道床へのバラスト撒布用の事業用車がある。
記号はホッパ (Hopper) のホ。

- 石炭車（せきたんしゃ）△（記号:セ）
  - ホッパ車の一種だが日本ではこちらの方が先に制定された。石炭を運ぶ。ホッパ車代用で石灰石や甜菜を運ぶ場合もあった。
記号は石炭のセ。

### 事業用貨車
- 車掌車（しゃしょうしゃ）（記号:ヨ）
  - 車掌が乗り込んで、業務を行う。各種の緩急車と同様、貨物列車の最後尾などに連結されていたが、現在では一部の特殊なケース（重量物の運搬など）を除いて貨物列車に車掌が乗務する必要がなくなったために連結されなくなった。
記号は、車掌（しゃしょう）のヨ[5]。
- 雪掻車（ゆきかきしゃ）△（記号:キ）
  - 積雪地で機関車に連結して除雪を行う。旧国鉄では除雪用機関車やモーターカーに移行してJR移行直後に消滅し、東北の一部私鉄で保有するのみ。
記号は雪（ゆき）のキ。
- 検重車（けんじゅうしゃ）（×）（記号:ケ）
  - 貨物駅にある秤の校正をするための分銅を積んでいる。分銅を出し入れするために小型クレーンを持っている。
以前は衡重車（こうじゅうしゃ）と称し記号は「コ」であったが、コンテナ車に記号を譲った。記号は検重のケ。
- 工作車（こうさくしゃ）×（記号:サ）
  - 駅などの設備の修繕や橋などの架け替え工事などの際に、現場に滞在して作業基地として使われた車両。工作機械積載車・材料積車・炊事食堂車からなる。1953年の改正で事業用客車（元有蓋車および2軸客車）と事業用代用有蓋車を統合して設定されたが、その後事業用代用貨車からの改番が職用車「ヤ」となった事や客車職用車による代替が行われたことで老朽車の廃車により1972年度をもって消滅。
記号は工作（こうさく）のサ。
- 救援車（きゅうえんしゃ）×（記号:エ）
  - 事故の復旧用資材を積み込んで、車両基地に待機している。電車や客車にもあるが、貨車の車種としては1970年頃に消滅。余剰の有蓋車や荷物車が代用されることが多い。
記号は救援（きゅうえん）のエ。
- 操重車（そうじゅうしゃ）（×）（記号:ソ）
  - 橋梁工事や事故の復旧用に大型のクレーンを持っている。通常は車両基地に待機している。一部に自走可能なものがある。
記号は操重のソ。
- 控車（ひかえしゃ）（×）（記号:ヒ）
  - 貨物列車の入れ替えの際に作業員が乗り込んで誘導をしたり、連絡船に貨車を出し入れする際に桟橋や船内へ重量のある機関車が乗らないようにするためのスペーサーとして使われた。
記号は控えのヒ。
- 歯車車（はぐるましゃ）×（記号:ピ）
  - アプト式時代の碓氷峠で、ラックレールにかみ合う歯車でブレーキをかけて、列車のブレーキ力を高める目的で使われた。空気制動の普及により1930年度で廃止され、一部の車両は暖房車に改造された。
記号はピニオン（英:Pinion=歯車）のピ。
- 職用車（しょくようしゃ）（記号:ヤ）
  - 事業用車両の内で、上記に分類されない車両の総称。この分類は貨車だけでなく、電車・気動車・客車にもある。
記号は、役所もしくは役人のヤ[5]。

### 荷重表示記号
積載できる積荷の重さを表す記号。もとは、馬車用の馬を運ぶ有蓋車に馬（ムマ）のムをつけてワムとしており、その後の称号改正などで荷重表示記号をつける際に、ワムとしていた車両の積荷が15tだったことから14 - 16tの荷重にムの記号をあて、それにあわせて他の重量には語呂のよい（ム・）ラ・サ・キをあてたといわれている。
- 13t以下（記号なし）
- 14 - 16t（記号:ム）
- 17 - 19t（記号:ラ）
- 20 - 24t（記号:サ）
- 25t以上（記号:キ）

重量の上限は、使用線区の許容軸重と橋梁などの許容重量負担力により決まる。

### 車両番号
車両番号はカタカナの記号の下に書かれている一桁以上の数字である。
番号の付番の仕方は基本的には以下の通り（ただし同車種・同荷重の他形式と重複しないように飛び番させたり、番台区分等で異なっている場合もある）。
国鉄時代に製造された形式
形式番号が一桁の形式（○×1形）
- 車両番号=製造番号

形式番号が二桁以上の形式
- 車両番号=（形式番号+製造番号）-1

（0番から付番されるため）
JR化後に新製された形式（コキ100系以降）
- 車両番号=形式番号-（ハイフン）製造番号

1970年ころ、コンピュータ処理を考慮した、貨車の番号体系の変更（用途と荷重記号・形式番号4桁-（ハイフン）製造番号5桁）が検討されたことがあった。また、荷重表示記号も、25t以上を示す「キ」の上に、さらに3つに細分化された記号の新設が検討されていた。

### 符号

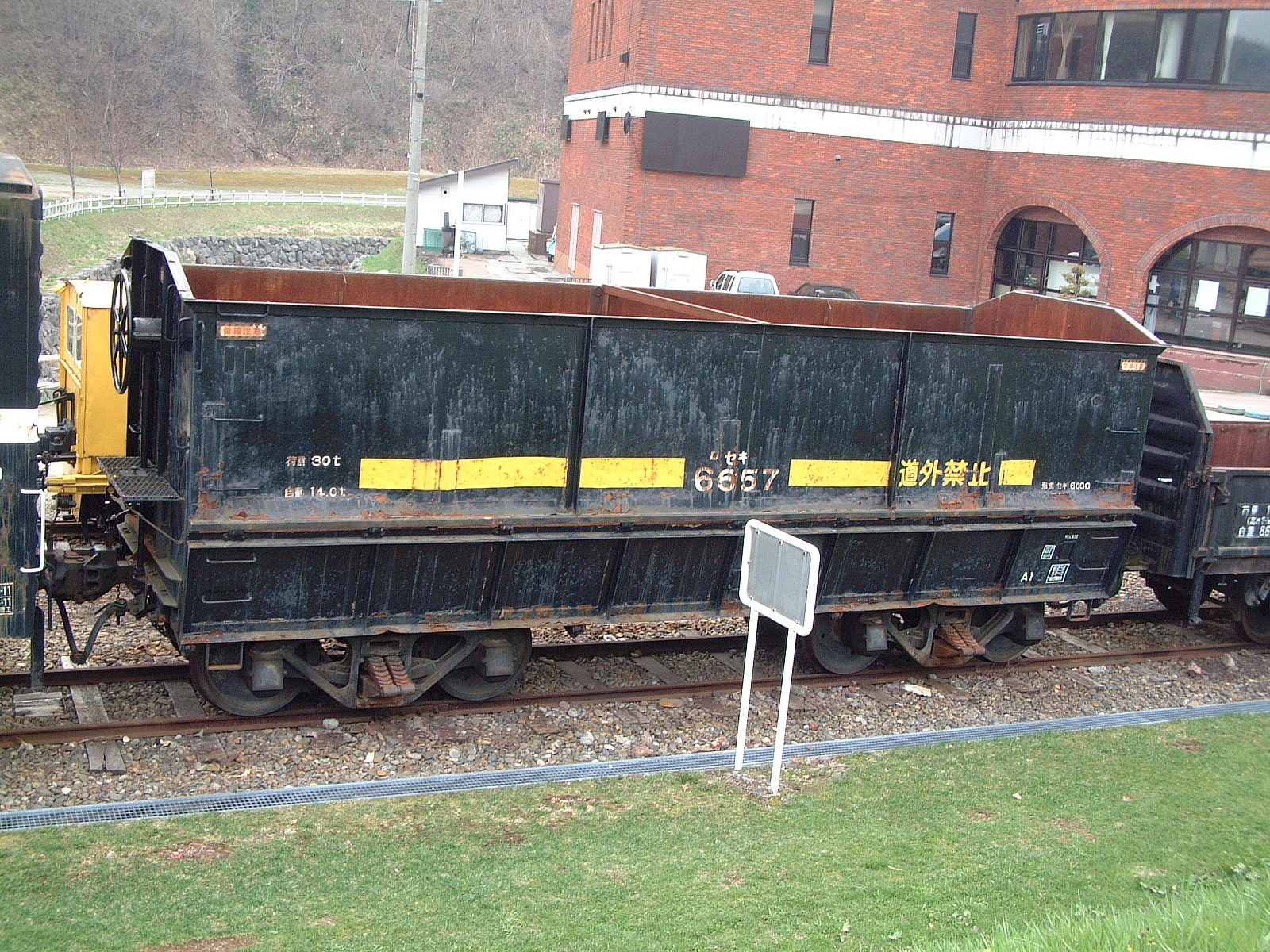
最高速度65km/h以下の貨車の例（道外禁止の車両）

他の形式と違う取り扱いをしなければならない形式にのみ、用途を表すカタカナの前に一回り小さい上付きのカタカナで表記する。
- 純アルミ製（主にタンク車）（記号ア・アタム等）
- 大型（主にタンク車・ホッパ車）（記号オ・オタキ・オホキ等）
- 急行便（有蓋車（ワム）のみ）（記号キ・キワム）
- 小型（主に無蓋車・タンク車）（記号コ・コトラ、・コタキ等）
- パレット対応（主に有蓋車）（記号ハ・ハワム等）
- 制動距離や走行安定性の面から運転最高速度を65km/h以下に制限した車両（主に大物車・石炭車・一部を除く事業用車全般）（記号はろくじゅうごのロ・ロシキ、ロセキ等。低速運転しか出来ないことから「のろのろ」のロ、というのは誤り[注 4]。）
  - 符号ロが丸囲み（通称マルロ）の場合は北海道内限定の車両。
  - 1968年（昭和43年）12月24日から識別のため、ロの符号の付いた車両の車体には黄色の帯が入る。同じくマルロの車両およびロの符号の付いた北海道内の車両（2段リンク改造が行われていないロの符号の付いた車両の大半を北海道内に封じ込めた）には、連絡船への誤積載を防止するため黄帯を途切った中に黄文字で「道外禁止」の文字が入る。
- 有蓋車兼用（無蓋車（トラ）のみ）（記号ワ・ワトラ）

また、上記の記号を複数組合せる場合もある（アコタキ等）

## 所有者別の分類
- 国鉄貨車、JR貨車 - 国鉄やJR貨物が所有する貨車。汎用的な有蓋車、無蓋車、コンテナ車が多い。
- 社車 - 1960年代までの鉄道貨物輸送の全盛期には、大部分の私鉄でも多数の貨車（主に有蓋車や無蓋車）を所有していたが、一定の基準を満たして国鉄線に直通運用された車両を社車と呼ぶ。社名および社章を表示するとともに、番号に幅13mmの下線2本が引かれて区別された。それ以外の私鉄所有の貨車は社線内専用である。なお、私鉄独自の車種として鉱石車（記号:ヲ）が存在し、秩父鉄道ヲキ・ヲキフ100形はその名残である。
- 私有貨車 - 石油メーカー、化学メーカー、セメントメーカーなどの荷主が所有し、国鉄やJR貨物などの鉄道事業者に車籍を登録・委託して運用されている貨車。私鉄に登録されることもあった。各荷主（積荷）ごとに適合した外観や構造を持つタンク車やホッパ車、大物車など、専用用途の車両がほとんどである。

## 新幹線貨車
新幹線での貨物営業が実現しなかったため、営業用車両はなく、すべて事業用（工事用）車両である。1987年の国鉄分割民営化に際しては東海旅客鉄道（JR東海）と西日本旅客鉄道（JR西日本）に継承されたが、東海旅客鉄道（JR東海）が保有していた車両は1993年に「車両」籍を抹消され（モーターカーと同じ扱い）、西日本旅客鉄道（JR西日本）が保有していた車両も2002年に「車両」籍を抹消された。なお、東日本旅客鉄道（JR東日本）には元々存在しなかった。また、北海道旅客鉄道（JR北海道）では北海道新幹線用の新幹線貨物列車のトレイン・オン・トレインの実験車両を試作、苗穂工場で現在実験に供している。
なお、現在は新型ドクターイエローが名乗っている923形であるが、かつて同形式の新幹線貨車が存在した。国鉄時代に作られたレール探傷車が923形であった。新型ドクターイエローが登場した時点では、JR西日本に923-2が残存していた（JR東海の-1は民営化後まもなく廃車されている）。

## 貨車の脱線事故
日本では、貨車が原因となる脱線事故が多数発生していた時期がある。1952年（昭和27年）から1967年（昭和42年）までの間に発生した貨車の脱線事故は42件あり、うち有蓋車が原因となった事故は20件（ワム型17件、ワラ型3件）であった。